# Cotesia carduicola
Cotesia carduicola är en stekelart som först beskrevs av Alpheus Spring Packard 1881.  Cotesia carduicola ingår i släktet Cotesia och familjen bracksteklar. Inga underarter finns listade i Catalogue of Life.